# Gibraltar Football League (2024/2025)
Gibraltar Football League 2024/2025 była 126. edycją rozgrywek piłki nożnej na Gibraltarze.
Trzecią pod obecną nazwą, a szóstą po restrukturyzacji najwyższą klasą rozgrywkową ligi seniorów mężczyzn.
Brało w niej udział 11 drużyn, które w okresie od 16 sierpnia 2024 do 4 maja 2025 rozegrały w dwóch fazach 25 kolejek meczów.
Tytuł mistrzowski obroniła drużyna Lincoln Red Imps zdobywając siódmy tytuł z rzędu, a dwudziesty dziewiąty w swojej historii.

## Drużyny

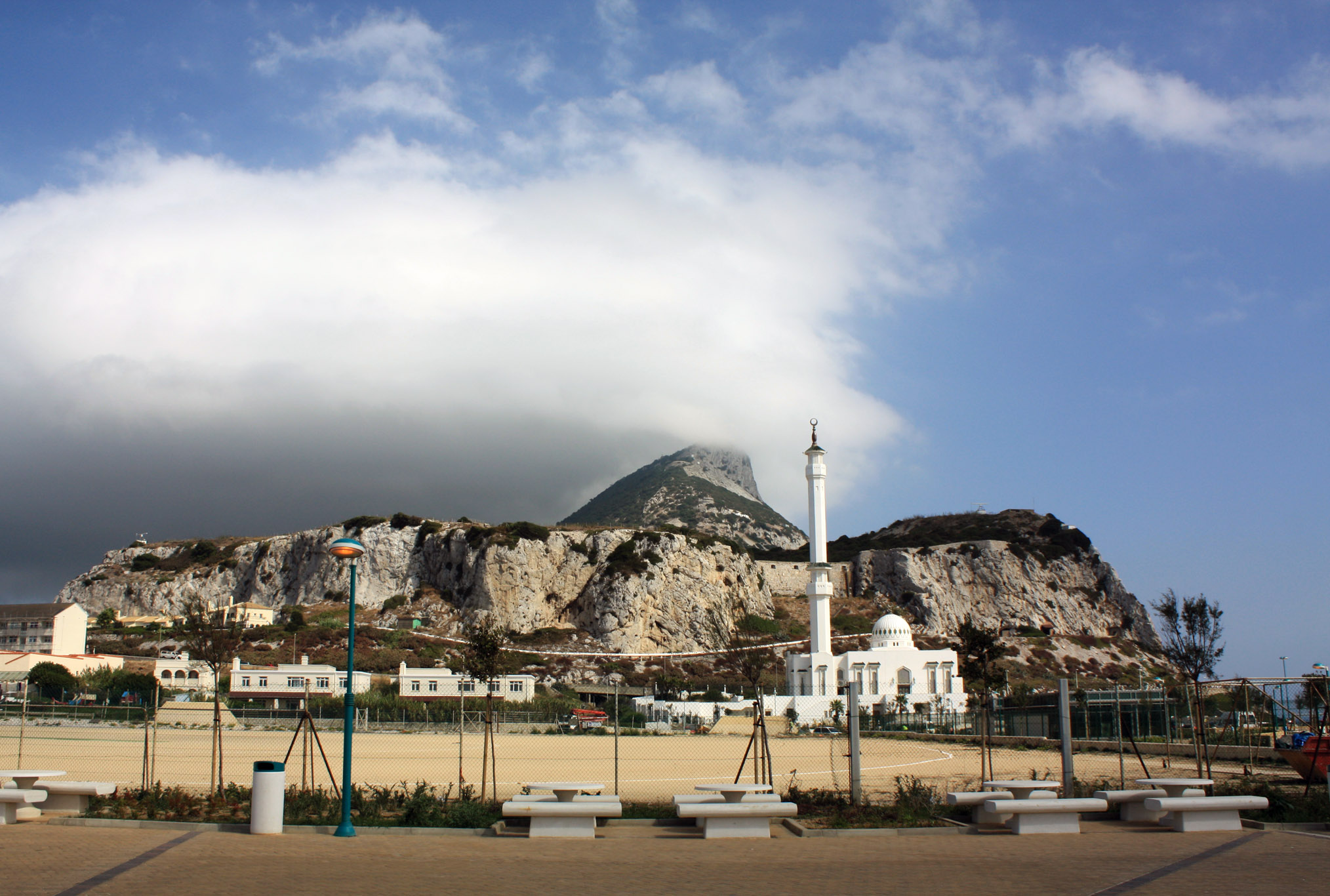
Europa Sports Park

| Uczestnicy poprzedniej edycji                                                                                 | Uczestnicy poprzedniej edycji | Uczestnicy poprzedniej edycji | Uczestnicy poprzedniej edycji |
| --- | ----------------------------- | ----------------------------- | ----------------------------- |
| LIN | Lincoln Red Imps              | 1                             |                               |
| STJ | St Joseph’s                   | 2                             |                               |
| BRU | Bruno’s Magpies               | 3                             |                               |
| EPO | Europa Point                  | 4                             |                               |
| MCA | Mons Calpe                    | 5                             |                               |
| MAN | Manchester 62                 | 6                             |                               |
| LYN | Lynx                          | 7                             |                               |
| EFC | Europa FC                     | 8                             |                               |
| GLA | Glacis United                 | 9                             |                               |
| LIO | Lions Gibraltar               | 10                            |                               |
| COL | College 1975                  | 11                            |                               |
| Oznaczenia: - kolumna pierwsza – skróty nazw drużyn, - kolumna trzecia – miejsce zajęte w poprzednim sezonie. |                               |                               |                               |

## Format rozgrywek
Rozgrywki składają się z dwóch faz. W pierwszej fazie drużyny rozegrają dwie rundy, której wyniki podzielą ligę na dwie grupy. Championship Group, w której rywalizuje 6 najlepszych drużyn, oraz pozostałych zespołów, które zakończą rywalizację. Zwycięzca Championship Group zagra w Lidze Mistrzów UEFA. Zespół z drugiego miejsca i zdobywca Rock Cup zagrają w Lidze Konferencji.
Ze względu na przebudowę Victoria Stadium, mecze w tym sezonie były rozgrywane na Europa Point Stadium.

## Faza zasadnicza
| Lp. | Drużyna          | M  | Z  | R | P  | B+ | B– | +/– | Pkt | Kwalifikacja       |     | SJO | LIN | EFC | FCB | MAN | LGI | GLA | COL | LYN | MON | EPO |
| --- | ---------------- | -- | -- | - | -- | -- | -- | --- | --- | ------------------ | --- | --- | --- | --- | --- | --- | --- | --- | --- | --- | --- | --- |
| 1   | St Joseph’s      | 20 | 17 | 3 | 0  | 53 | 13 | +40 | 54  | Championship Group |     |     | 0–0 | 2–1 | 2–1 | 2–1 | 2–1 | 1–0 | 1–0 | 3–1 | 2–1 | 4–0 |
| 2   | Lincoln Red Imps | 20 | 16 | 3 | 1  | 57 | 7  | +50 | 51  | Championship Group |     | 0–0 |     | 3–1 | 2–0 | 3–0 | 1–2 | 4–1 | 5–1 | 3–0 | 3–0 | 2–0 |
| 3   | Europa           | 20 | 13 | 4 | 3  | 49 | 19 | +30 | 43  | Championship Group |     | 1–3 | 0–0 |     | 2–0 | 2–1 | 3–0 | 8–0 | 0–0 | 3–0 | 3–2 | 3–0 |
| 4   | Bruno’s Magpies  | 20 | 11 | 1 | 8  | 48 | 28 | +20 | 34  | Championship Group |     | 1–3 | 1–4 | 0–0 |     | 0–2 | 2–1 | 3–1 | 3–2 | 3–0 | 4–1 | 3–2 |
| 5   | Manchester 62    | 20 | 10 | 4 | 6  | 45 | 28 | +17 | 34  | Championship Group |     | 1–1 | 0–4 | 2–2 | 2–1 |     | 1–1 | 3–2 | 1–2 | 4–2 | 4–1 | 7–0 |
| 6   | Lions Gibraltar  | 20 | 8  | 4 | 8  | 33 | 33 | 0   | 28  | Championship Group |     | 1–3 | 0–2 | 2–4 | 2–1 | 2–2 |     | 4–1 | 1–0 | 0–2 | 4–2 | 3–2 |
| 7   | Glacis United    | 20 | 6  | 1 | 13 | 29 | 52 | −23 | 19  |                    |     | 1–4 | 0–6 | 1–2 | 0–5 | 0–2 | 1–1 |     | 2–3 | 4–2 | 2–0 | 3–0 |
| 8   | College 1975     | 20 | 5  | 3 | 12 | 18 | 39 | −21 | 18  |                    | 0–4 | 0–2 | 0–3 | 0–5 | 0–2 | 1–1 | 0–2 |     | 2–1 | 4–0 | 0–0 |     |
| 9   | Lynx             | 20 | 5  | 2 | 13 | 25 | 51 | −26 | 17  |                    | 0–7 | 1–5 | 1–3 | 0–3 | 3–2 | 2–1 | 3–1 | 3–1 |     | 1–2 | 2–2 |     |
| 10  | Mons Calpe       | 20 | 4  | 1 | 15 | 23 | 54 | −31 | 13  |                    | 1–3 | 0–3 | 1–3 | 2–5 | 0–4 | 0–2 | 1–3 | 3–0 | 1–0 |     | 2–1 |     |
| 11  | Europa Point     | 20 | 0  | 4 | 16 | 14 | 70 | −56 | 4   |                    | 1–6 | 0–5 | 1–5 | 0–7 | 0–4 | 1–4 | 0–4 | 0–2 | 1–1 | 3–3 |     |     |

## Faza finałowa
| Lp. | Drużyna              | M  | Z  | R | P  | B+ | B– | +/– | Pkt | Kwalifikacja                                   |     | LIN | SJO | EFC | MAN | FCB | LGI |
| --- | -------------------- | -- | -- | - | -- | -- | -- | --- | --- | ---------------------------------------------- | --- | --- | --- | --- | --- | --- | --- |
| 1   | Lincoln Red Imps (M) | 25 | 21 | 3 | 1  | 68 | 7  | +61 | 66  | Liga Mistrzów UEFA • I runda kwalifikacyjna    |     |     |     |     |     | 1–0 | 3–0 |
| 2   | St Joseph’s          | 25 | 21 | 3 | 1  | 65 | 15 | +50 | 66  | Liga Konferencji UEFA • I runda kwalifikacyjna |     | 0–1 |     | 2–1 |     |     | 6–0 |
| 3   | Europa               | 25 | 16 | 4 | 5  | 60 | 29 | +31 | 52  |                                                |     | 0–4 |     |     |     | 4–2 |     |
| 4   | Manchester 62        | 25 | 12 | 4 | 9  | 49 | 34 | +15 | 40  |                                                | 0–2 | 0–2 | 1–2 |     |     | 1–0 |     |
| 5   | Bruno’s Magpies (P)  | 25 | 12 | 1 | 12 | 52 | 38 | +14 | 37  | Liga Konferencji UEFA • I runda kwalifikacyjna |     |     | 0–2 |     | 0–2 |     |     |
| 6   | Lions Gibraltar      | 25 | 8  | 4 | 13 | 35 | 49 | −14 | 28  |                                                |     |     |     | 1–4 |     | 1–2 |     |

1. 1 2  Mecze bezpośrednie, liczba punktów: Lincoln Red Imps 5, St Joseph's 2.

## Najlepsi strzelcy
| Bramki | Strzelcy               | Drużyna                       |
| ------ | ---------------------- | ----------------------------- |
| 15     | Vittorio Vigolo        | Europa                        |
| 11     | Marco Antonio Farisato | Lynx                          |
| 11     | Labra                  | Europa                        |
| 10     | Samu Benítez           | Manchester 62                 |
| 10     | Kike Gómez             | Lincoln Red Imps              |
| 10     | Deimar Queni           | Glacis United / Manchester 62 |
| 10     | Pablo Rodríguez        | St Joseph’s                   |
| 10     | Chico Rubio            | Mons Calpe / Bruno’s Magpies  |
| 9      | Connor Flynn-Gillespie | Lions Gibraltar               |
| 9      | Javi Forján            | Bruno’s Magpies               |
| 9      | Juanfri                | St Joseph’s                   |
| 9      | Víctor Villacañas      | Lincoln Red Imps              |
| 9      | Nano                   | Lincoln Red Imps              |

Źródło: 